# فرج‌الله کرمانی
فرج‌الله کرمانی معروف به شیخ فرج‌الله  از سیاستمداران ایرانی بود، که در دوره پنجم بعنوان نماینده کرمان  در مجلس شورای ملی حضور داشت.